# Henri Louveau
Henri Louveau,  francoski dirkač Formule 1, * 25. januar 1910, Suresnes, Hauts-de-Seine, Francija, † 7. januar 1991, Orléans, Francija.
V svoji karieri je nastopil na dveh dirkah, zadnji dirki sezone 1950 za Veliko nagrado Italije in prvi dirki sezone 1951 za Veliko nagrado Švice, na katerih je odstopil. Umrl je leta 1991.

## Popolni rezultati Formule 1
(legenda) (odebeljene dirke pomenijo najboljši štartni položaj, poševne pa najhitrejši krog, †-uvrščen kljub odstopu)
| Leto | Moštvo              | Šasija              | Motor             | 1       | 2   | 3   | 4   | 5   | 6   | 7       | 8   | Prv | Toč |
| ---- | ------------------- | ------------------- | ----------------- | ------- | --- | --- | --- | --- | --- | ------- | --- | --- | --- |
| 1950 | Ecurie Louis Rosier | Lago-Talbot T26C-GS | Talbot Straight-6 | VB      | MON | 500 | ŠVI | BEL | FRA | ITA Ret |     | -   | 0   |
| 1951 | Ecurie Louis Rosier | Lago-Talbot T26C    | Talbot Straight-6 | ŠVI Ret | 500 | BEL | FRA | VB  | NEM | ITA     | ŠPA | -   | 0   |